# Corralito
Pour un article plus général, voir Crise économique argentine.

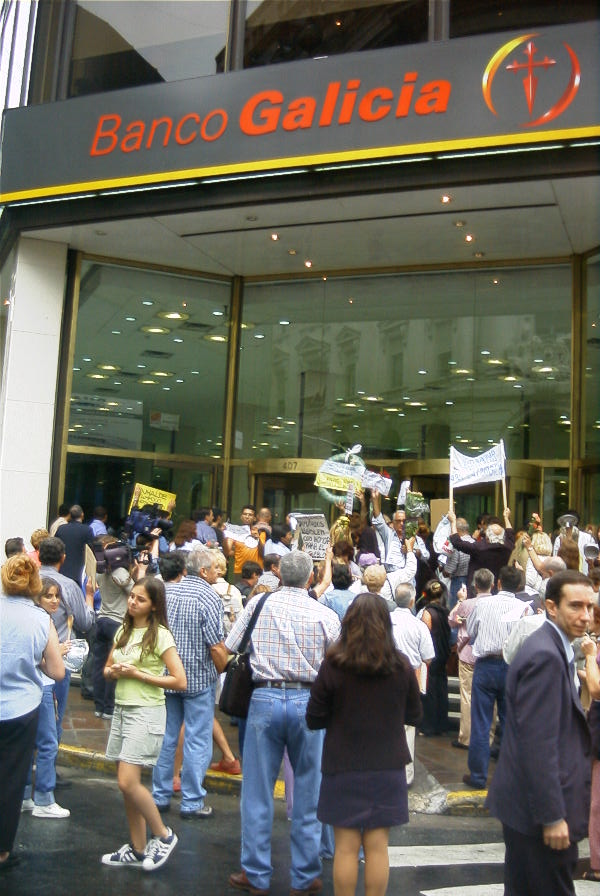
Manifestation contre le corralito à Buenos Aires, 6 février 2002.

Corralito (prononcé ko.raˈli.to) est le nom officieux donné aux mesures économiques prises en Argentine le 1er décembre 2001, lors de la crise économique, par le ministre de l'économie Domingo Cavallo dans le but de mettre fin à une course à la liquidité et à la fuite des capitaux. Prévu à l'origine pour une durée de 90 jours, il fut maintenu par Eduardo Duhalde, investi président en janvier 2002, jusqu'au 1er décembre 2002. Le mot espagnol corralito est le diminutif de corral, qui sert à restreindre le mouvement des animaux et est utilisé en Argentine pour se référer à l'enclos pliant réservé aux jeux du bébé.

## Mesures
Le corralito limite les retraits d'argent à 250 pesos par semaine et interdit tout envoi de fonds à l'extérieur, pour lutter contre la fuite des capitaux. Prévue à l'origine pour une durée de 90 jours, cette mesure provoqua la panique, chacun tentant de retirer ses dépôts des banques et entraîna la chute du gouvernement de Fernando de la Rúa trois semaines plus tard. 
Le corralito eut pour conséquence immédiate de provoquer une baisse importante du commerce intérieur et extérieur, entre autres en raison d'un manque de terminaux de paiement électronique chez les commerçants.
En vigueur pendant presque une année complète, les mesures ont en pratique gelé les avoirs bancaires et interdit tout retrait des comptes de banque en devises dollars, tandis que les retraits en pesos eux-mêmes ont été fortement limités ; jusqu'à l'abrogation de la loi de convertibilité le 7 janvier 2002, un peso valait un dollar. Cette mesure a été étendue à tous les comptes bancaires argentins : ainsi, même les Argentins à l'étranger, qui dépendaient de tels comptes, ont vu leurs retraits très fortement limités (tout au plus l'équivalent de quelques centaines d'euros, environ 300, pouvaient être retirés dans le mois).